# Francesco Geminiani

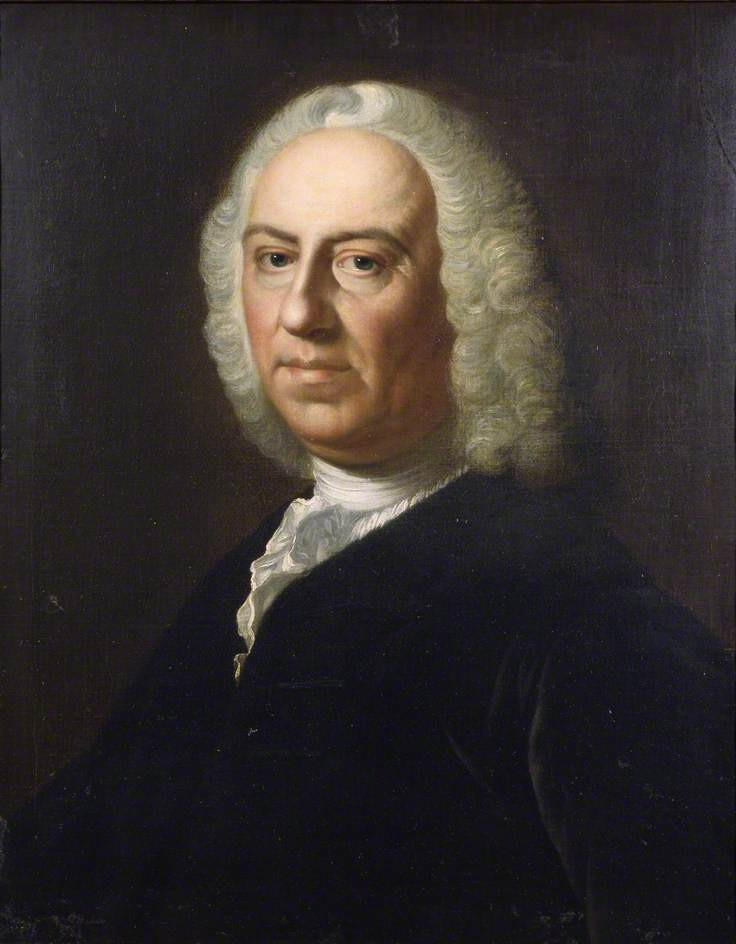
Francesco Geminiani

Francesco Xaverio Geminiani (getauft am 5. Dezember 1687 in Lucca; † 17. September 1762 in Dublin) war ein italienischer Komponist und Violinist.

## Leben
Francesco Geminiani kam als viertes Kind von Giuliano Antonio Geminiani und Angela Geminiani zur Welt. Das Geburtsdatum ist nicht dokumentiert, doch die Sitte, das Kind nach dem Heiligen des Geburtstages zu taufen, legen den 3. Dezember nahe. Der 3. Dezember ist der Namenstag des Heiligen Franz Xaver (italienisch: Francesco Saverio).
Den ersten Musikunterricht erhielt er von seinem Vater. Das Violinspiel erlernte er möglicherweise bei Carlo Ambrogio Lonati (oder Lunati) und später in Rom hatte er zumindest enge Kontakte mit Arcangelo Corelli, Kompositionsunterricht hatte er unter anderem bei Alessandro Scarlatti.
Von Dezember 1706 bis März 1707 hatte er die Stelle des ersten Geigers am Teatro dei Fiorentini in Neapel inne. Nach dieser Anstellung übernahm er bis 1709 die Stellung seines Vaters in der Cappella Palatina in Lucca. Für den Zeitraum bis zu seiner Reise nach London gibt es keine weiteren Hinweise.
1714 reiste er nach London, unter dem Mäzenat des 3. Herzogs von Essex beschäftigte er sich mit dem Unterrichten und Komponieren. Erfolgreiche Konzertreisen nach Irland in den 1730er-Jahren festigten seinen Ruf als Virtuose. Dem englischen Musikhistoriker Charles Burney zufolge festigte die Veröffentlichung der Concerti grossi op. 3 im Jahre 1733 Geminianis Namen: „Sie setzen ihn an die Spitze aller damals lebenden Meister.“ In diesen Concerti grossi arbeitete Geminiani Violinsonaten von Corelli in eigenständiger Weise um, worauf sich Burneys Wort von Geminianis „musikalischer Kochkunst“ bezog.
Mit Georg Friedrich Händel führte er seine Violinkonzerte am königlichen Hof zu London auf. Nach einem Paris-Aufenthalt (1732) beschloss er, sich in Dublin niederzulassen. Seine beruflichen Aktivitäten schwankten zwischen dem gescheiterten Versuch, eine Musikzeitschrift herauszugeben, dem Virtuosentum, dem Verfassen musiktheoretischer Werke und dem Handel mit Gemälden bedeutender italienischer Maler wie auch seiner eigenen. Ab 1759 war er Konzertmeister bei Charles Coote, dem späteren Earl of Bellomont, in Dublin.
Zu seinen Schülern zählten neben seinem Mäzen Charles Coote unter anderem Charles Avison, Robert Bremner (um 1713–1789), Henry Carey, Michael Christian Festing, Matthew Dubourg, John Worgan (1724–1790) und die Sopranistin Cecilia Young (1711–1789).
Geminiani wurde zwei Tage nach seinem Tod im Hof des irischen Parlaments beigesetzt. Später wurden seine sterblichen Überreste nach Lucca überführt, wo sie in der Kirche San Francesco bestattet wurden.

## Werke
Geminianis Zeitgenossen priesen stets seine „harmonische Kunstfertigkeit“. Der Musikhistoriker Hawkins beschrieb seine Modulatorik als bahnbrechend, da Geminiani die regelgerechten Vorschriften (siehe Generalbass) des Übergangs von einer Tonart in die andere völlig außer Acht ließ. Ein gutes Beispiel für harmonische Modulationsfähigkeit bildet der 1. Satz  „Adagio e staccato – Allegro“ in 6 Concerti grossi op. 3 Nr. 3, in dem chromatisch geführte Akkorde miteinander verschmelzen.
- op. 1: 12 Sonaten für Violine(n) und B. c. (London, 1716)
- op. 2: 6 Concerti grossi (London, 1732)
- op. 3: 6 Concerti grossi (London, 1733)
- op. 4: 12 Sonaten für Violine und B. c. (1739)
- op. 5: 6 Sonaten für Violoncello und B. c. (Paris, 1746)
- op. 6: 6 Concerti (London, 1741/42, verloren)
- op. 7: 6 Concerti grossi (1746)
- op. 8: Rules for playing in a true Taste (London, ca. 1748)
- op. 9: The Art of Playing on the Violin („Die Kunst des Violinspiels“), eine erste didaktische Veröffentlichung dieser Art (London 1751)
- op. 10: Guida Armonica o Dizionario Armonico (ca. 1752, 1756 erweitert)
- op. 11: The Art of Accompaniment on the Harpsichord, Organ, etc. (1756)

Ohne Opuszahl:
- La Foresta Incantata, Concerto grosso für gemischte Bläser- und Streicherbesetzung
- 26 Concerti grossi, davon 18 Bearbeitungen von Corellis opp. 1, 3 und 5 sowie sechs von Geminianis op. 4
- 24 Triosonaten für 2 Violinen und B. c.
- Einige Solosonaten
- Sonaten für Violine und B. c.
- Pieces de Clavecin (1743)
- Second Collection of Pieces for the Harpsichord (1762)
- Art of Playing on the Guitar or Cittra (1760)

## Bearbeitungen
- B. Tonazzi: Francesco Geminiani, Sei sonate per chitarra o violino, violoncello e cembalo. Edizioni Suvini Zerboni, Mailand.